# Ácido isovalérico
Ácido isovalérico ou ácido 3-metil-butanoico é um isômero do ácido pentanoico (ácido valérico).
A acidemia isovalérica é uma desordem genética autossômica recessiva rara, que causa o acúmulo deste ácido, causando vômitos, desidratação e acidose metabólica.